# Leptosomus discolor
Leptosomus discolor (tiếng Anh: Cuckoo Roller) là loài chim duy nhất trong họ Leptosomidae và bộ Leptosomatiformes.